# Due gemelle e un maggiordomo
Due gemelle e un maggiordomo (So Little Time) è una serie televisiva statunitense andata in onda nei primi anni duemila, con protagoniste le Gemelle Olsen.

## Trama
La storia parla di due gemelle Riley e Chloe, interpretate da Mary Kate e Ashley Olsen, che combinano sempre guai, tanto da spingere il padre ad assumere un maggiordomo per rimediare ai danni fatti alla casa. Da qui cominciano le loro avventure.

## Cast
- Mary-Kate Olsen: Riley Carlson
- Ashley Olsen: Chloe Carlson
- Clare Carey: Macy Carlson
- Eric Lutes: Jake Carlson
- Jesse Head: Larry Slotnick
- Taylor Negron: Manuelo Del Valle
- Natashia Williams: Teddi

## Cast di supporto
- Amy Davidson: Cammie Morton
- Wendy Worthington: Ellen Westmore
- Ben Easter: Lennon Kincaid

## Episodi
| Stagione       | Episodi | Prima TV USA | Prima TV Italia |
| -------------- | ------- | ------------ | --------------- |
| Prima stagione | 26      | 2001-2002    | 2002            |